# Селбеджел
Селбеджел (рум. Sălbăgel) — село у повіті Тіміш в Румунії. Входить до складу комуни Гавождія.
Село розташоване на відстані 342 км на північний захід від Бухареста, 66 км на схід від Тімішоари.

## Населення
За даними перепису населення 2002 року у селі проживали 343 особи.
Національний склад населення села:
| Національність | Кількість осіб | Відсоток |
| -------------- | -------------- | -------- |
| румуни         | 250            | 72,9%    |
| українці       | 82             | 23,9%    |
| чехи           | 7              | 2,0%     |

Рідною мовою назвали:
| Мова       | Кількість осіб | Відсоток |
| ---------- | -------------- | -------- |
| румунська  | 271            | 79,0%    |
| українська | 71             | 20,7%    |